# Adin B. Capron

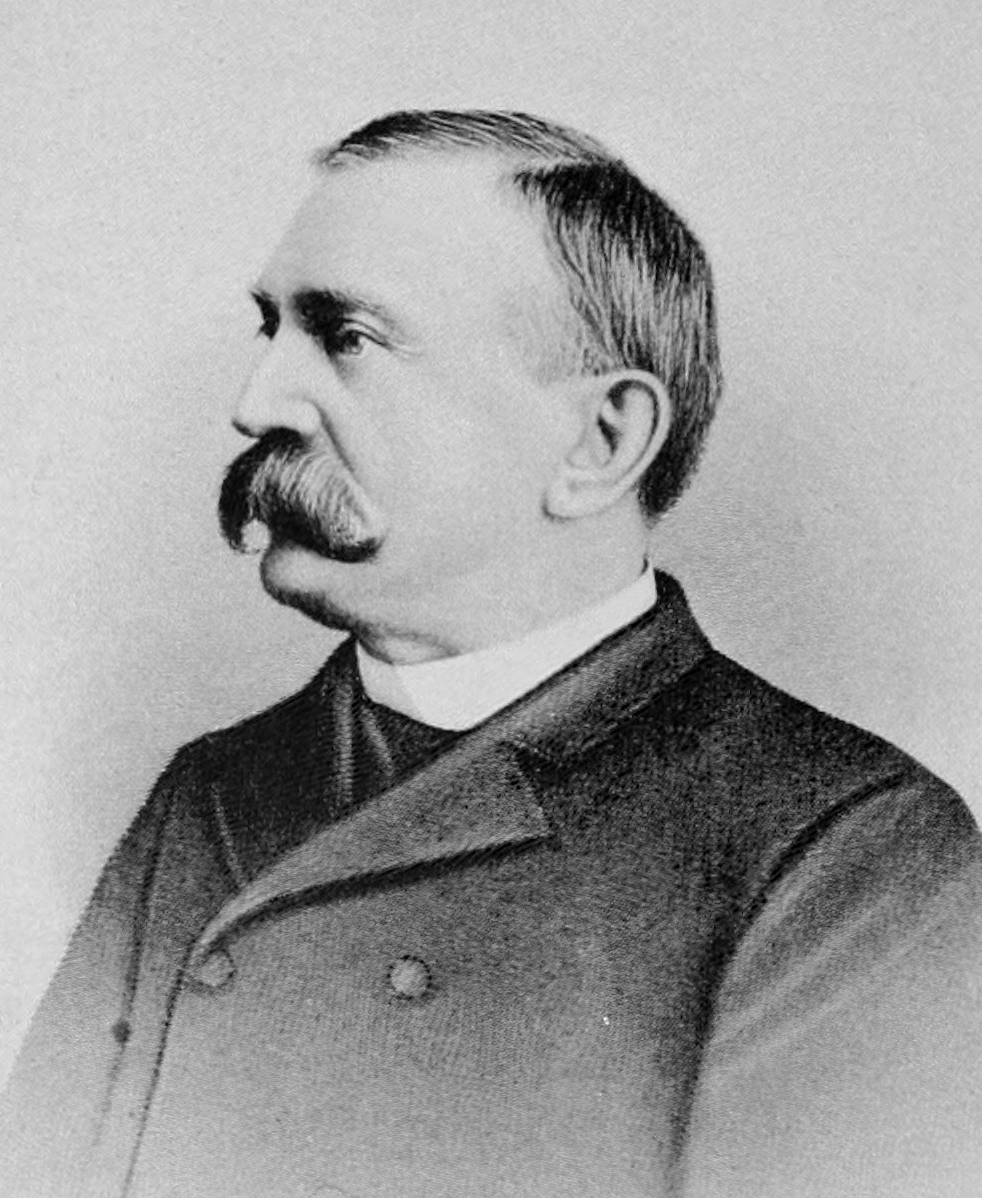
Adin B. Capron

Adin Ballou Capron (* 9. Januar 1841 in Mendon, Worcester County, Massachusetts; † 17. März 1911 in Stillwater, Rhode Island) war ein US-amerikanischer Politiker. Zwischen 1897 und 1911 vertrat er den zweiten Wahlbezirk des Bundesstaates Rhode Island im US-Repräsentantenhaus.

## Werdegang
Adin Capron besuchte die Woonsocket High School in Rhode Island und danach das Westbrook Seminary in der Nähe von Portland (Maine). Nach seiner Schulzeit ließ er sich in Stillwater (Rhode Island) nieder, wo er unter anderem als Müller und im Getreidehandel arbeitete. Während des Bürgerkrieges diente er in einer Freiwilligeneinheit aus Rhode Island auf der Seite der Union. Bis zum Kriegsende stieg er bis zum Brevet-Major auf.
Politisch war Capron Mitglied der Republikanischen Partei. Zwischen 1887 und 1892 saß er als Abgeordneter im Repräsentantenhaus von Rhode Island. Ab 1891 war er Speaker des Hauses. 1892 kandidierte er erfolglos für den Kongress. Vier Jahre später wurde er im zweiten Distrikt von Rhode Island in das US-Repräsentantenhaus in Washington gewählt, wo er am 4. März 1897 die Nachfolge von Warren O. Arnold antrat. Nach sechs Wiederwahlen konnte er bis zum 3. März 1911 sieben Legislaturperioden im Kongress absolvieren. Im Jahr 1910 verzichtete er auf eine weitere Kandidatur. Capron starb zwei Wochen nach dem Ende seiner Tätigkeit im Kongress in Stillwater.